# Judas Tadeo de los Reyes
Judas Tadeo de Reyes y Borda (Santiago de Chile, 3 de agosto de 1756 - 18 de noviembre de 1827) fue un militar y funcionario de la Corona de España en la Capitanía General de Chile.  
Hijo de Matías Alfonso de los Reyes e Inés de la Borda y de Hidalgo, fue coronel del ejército realista en Chile. Durante 32 años fue secretario de la Presidencia y Capitanía General de Chile.
Acompañó a Ambrosio O'Higgins en la visita de los partidos septentrionales del reino de Chile, al reconocimiento de las costas de Valparaíso en 1790 y
al Parlamento de Negrete (1793).
Reyes fue autor del Libro instructivo de la Archicofradia del Santísimo Rosario en la ciudad de Santiago de Chile (1801) y Catecismo civil, obra que se ve sobre una mesa en el retrato que José Gil de Castro le hizo en 1815, a la edad de 59 años y que se conserva en Museo Histórico Nacional.